# Guido Henderickx
Guido Herman Celina Henderickx (Antwerpen, 29 augustus 1942 – aldaar, 17 december 2024) was een Vlaams filmregisseur.
Henderickx studeerde in 1966 af aan het RITCS te Brussel. Hij is een van de oprichters van de filmafdeling van de Hogeschool Sint-Lukas Brussel .  
Henderickx regisseerde een aantal kortfilms, documentaires en televisieprogramma's naast een aantal langspeelfilms. Daarnaast schreef hij ook scenario's en monteerde hij andere langspeelfilms.
Verbrande Brug uit 1975 was zijn regiedebuut. Deze film met Jan Decleir werd opgenomen in en ging over de arbeiderswijk Verbrande Brug ten noorden van Vilvoorde. In 1971 had hij samen met Robbe de Hert al Dood van een sandwichman gedraaid, over het leven en het dodelijk ongeluk van Jean-Pierre Monseré.
In 1988 werd Henderickx genomineerd met Skin voor de International Fantasy Film Award. Hij won in 2025 postuum de Ensor voor Life Time Achievement  .
Hij overleed op 17 december 2024.

## Filmografie
- 1975: Verbrande brug
- 1979: De proefkonijnen
- 1993: Moeder, waarom leven wij? (miniserie)
- 1998: S.
- 2006: Koning van de Wereld (miniserie)

- Bibliothèque nationale de France: cb16217398m (data)
- International Standard Name Identifier: 0000 0003 6222 2066
- Système universitaire de documentation: 136858805
- Virtual International Authority File: 224444534
- WorldCat: E39PBJccfFHyW9Y8g79bwV6xjC